# 总督漕运部院遗址
总督漕运部院遗址位于中华人民共和国江苏省淮安市淮安区（原楚州区）城区中心，是明、清两代统管全国漕运事务的漕运总督的官署建筑群，规模宏大，保存完好，布局严谨。

## 历史
此处从南宋道六年（1170年）就是官府建筑，录事陈敏兴修建，元为淮安路总管府，1293年阿思重修。明洪武元年（1368年）淮安知府范中政改建为淮安府署，洪武三年（1370年）知府姚斌改为淮安卫指挥使司，成化五年（1469年）通判薛淮重修，嘉靖十六年（1537年）督御史周金在城隍庙东新建督察院，隆庆五年（1571年）知府陈文烛将此重修，万历七年（1579年）都御史凌方翼将淮安府迁往城隍庙东，移总督漕运部院于此。
此后的明清漕运总督部院位于淮安府城中心，与南面的北宋镇淮楼、迎熏门（南门），和北面的淮安府署在同一条中轴线上。规模宏伟，占地约2万平方米，有房213间，牌坊3座，中曰“重臣经理”，东西分别曰：“总共上国”、“专制中原”。依中轴线设大门、二门、大堂、二堂、大观楼、淮河节楼、后院等；东侧有官厅、书吏办公处、东林书屋、正值堂、水土祠、一览亭等；西侧有官厅、百录堂、师竹斋、来鹤轩等；在大门外东西两侧各有一座牌坊，大门对面有照壁，大门前还有元代从波斯国运来的白矾石狮子一对。大堂坐北朝南，东西长28.8米、南北宽22.8米，五开间五进，青砖地坪，有大柱34根。
1860年，清朝裁撤南河总督，而将漕运总督署迁往15千米外的清江浦原南河总督署，这里的建筑逐渐废弃。
1945年10月，新四军攻占淮安城，将大堂拆除，木材运到盐城用作武器原料，总督部院旧址则改为扩建的叶挺体育场。只有房基、础石仍存。
2002年8月，淮安市楚州区在旧城改造中挖掘发现了明清时期的总督漕运部院遗址，在明清遗迹下3米处还发现有宋元代文化层。遗址被列为江苏省文物保护单位。并在此兴建了漕运总督署遗址公园，还在附近建造了一座中国漕运博物馆。

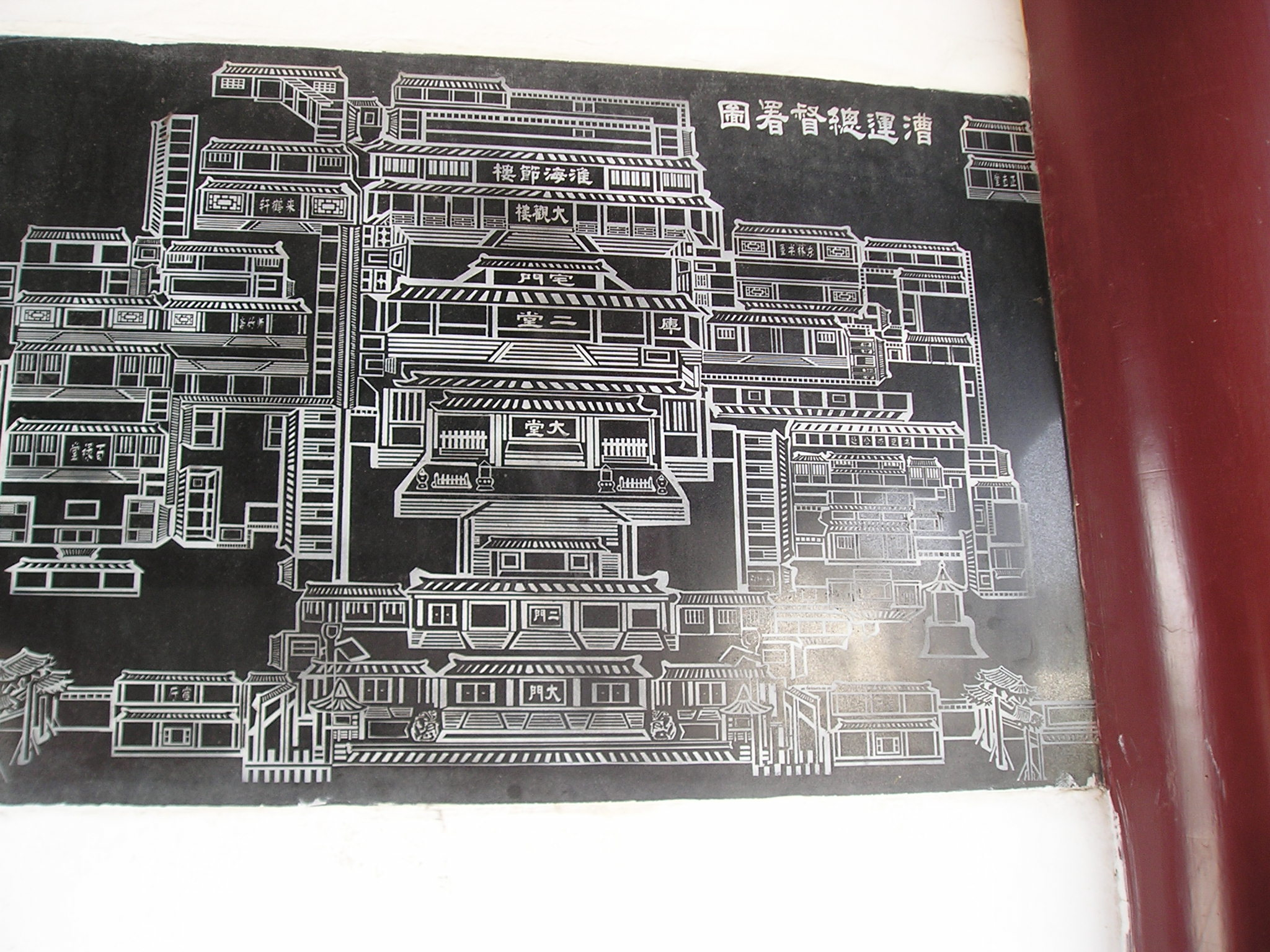
漕运总督署图
自南向北望見的总督漕运部院遗址，遠處為中国漕运博物馆
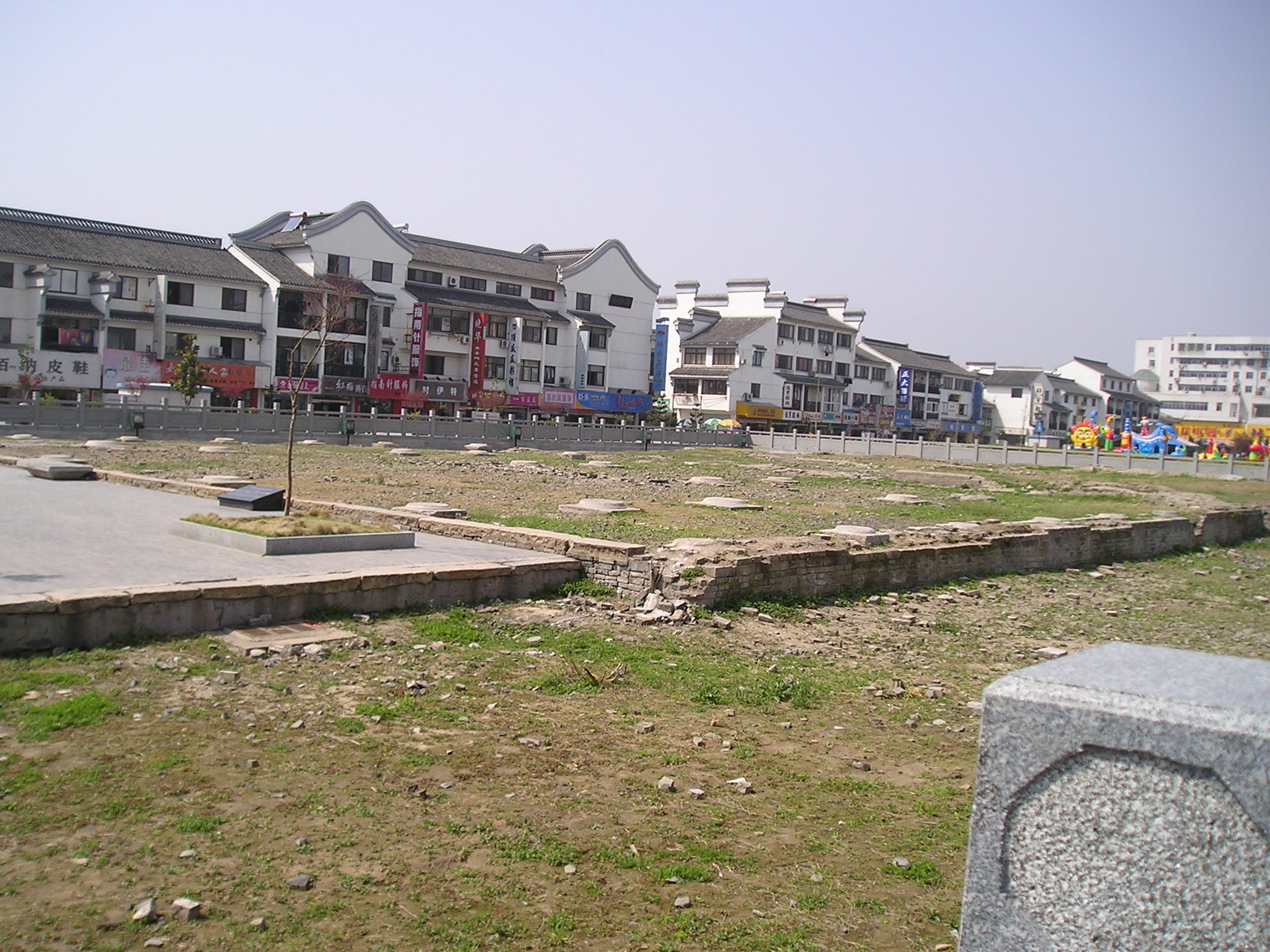
漕运总督衙门大堂遗址，现存有33个柱础